# MVP Supercoppa italiana Serie A FIP
L'MVP Supercoppa italiana Serie A FIP è il premio conferito dalla Lega Basket al miglior giocatore della Supercoppa italiana maschile.

## Vincitori
| Stagione | Giocatore              | Squadra           |
| -------- | ---------------------- | ----------------- |
| 1995     | Orlando Woolridge      | Virtus Bologna    |
| 1996     | Giacomo Galanda        | Scaligera Verona  |
| 1997     | Denis Marconato        | Pall. Treviso     |
| 1998     | Alessandro Abbio       | Virtus Bologna    |
| 1999     | Andrea Meneghin        | Pall. Varese      |
| 2000     | Jerome Allen           | Virtus Roma       |
| 2001     | Tyus Edney             | Pall. Treviso     |
| 2002     | Tyus Edney (2)         | Pall. Treviso     |
| 2003     | Nate Johnson           | Pall. Cantù       |
| 2004     | David Vanterpool       | Mens Sana Siena   |
| 2005     | Marco Belinelli        | Fortitudo Bologna |
| 2006     | Marcus Goree           | Pall. Treviso     |
| 2007     | Shaun Stonerook        | Mens Sana Siena   |
| 2008     | Terrell McIntyre       | Mens Sana Siena   |
| 2009     | Romain Sato            | Mens Sana Siena   |
| 2010     | Bo McCalebb            | Mens Sana Siena   |
| 2011     | Kšyštof Lavrinovič     | Mens Sana Siena   |
| 2012     | Manuchar Mark'oishvili | Pall. Cantù       |
| 2013     | Daniel Hackett         | Mens Sana Siena   |
| 2014     | Jerome Dyson           | Dinamo Sassari    |
| 2015     | Amedeo Della Valle     | Pall. Reggiana    |
| 2016     | Krunoslav Simon        | Olimpia Milano    |
| 2017     | Jordan Theodore        | Olimpia Milano    |
| 2018     | Vladimir Micov         | Olimpia Milano    |
| 2019     | Curtis Jerrells        | Dinamo Sassari    |
| 2020     | Malcolm Delaney        | Olimpia Milano    |
| 2021     | Alessandro Pajola      | Virtus Bologna    |
| 2022     | Semi Ojeleye           | Virtus Bologna    |
| 2023     | Tornik'e Shengelia     | Virtus Bologna    |
| 2024     | Nenad Dimitrijević     | Olimpia Milano    |